# Kurt Schmied
Kurt Schmied (Bécs, 1926. június 14. – Bécs, 2007. december 9.) osztrák labdarúgókapus.